# Ciudad Barrios
Ciudad Barrios ist eine Gemeinde im Departamento San Miguel in El Salvador. Sie befindet sich auf einer Höhe von 860 m und 103 km östlich von der salvadorianischen Hauptstadt San Salvador. Die Gemeinde hat eine Gesamtfläche von 68 km² und ist in 11 Kantone aufgeteilt, in denen insgesamt 24.817 Einwohner leben.

## Geschichte
Die Stadt wurde in den frühen Jahren der spanischen Herrschaft in El Salvador als ein indigenes Dorf namens Cacahuatique gegründet. Den Titel Stadt erlangte Ciudad Barrios jedoch erst im Jahr 1883. Aus diesem Anlass änderte die Stadt auch ihren Namen zu Ehren des in der Nähe der Stadt geborenen Militärs und Politikers Gerardo Barrios von Cacahuatique in Ciudad Barrios. In der Gemeinde wurde außerdem der Erzbischof und Menschenrechtler Óscar Romero geboren.
In der Mitte des sechzehnten Jahrhunderts hatte Cacahuatique eine Bevölkerung von 600 Seelen. Im Jahr 1770 zählte die Siedlung 166 Einwohner in 34 Familien und seit dem 12. Juli 1824 zählt es zum Departamento San Miguel. 1890 hatte Cacahuatique schon 2310 Bewohner. Durch das große Bevölkerungswachstum erhielt die Siedlung schnell den Titel der Stadt.